# Hautajärvi (sjö i Kontiolax, Norra Karelen)
Hautajärvi är en sjö i kommunen Kontiolax i landskapet Norra Karelen i Finland. Den är 22 meter djup. Arean är 35 hektar och strandlinjen är 2,51 kilometer lång. Sjön  ingår i Vuoksens huvudavrinningsområde.   Den ligger omkring 32 kilometer norr om Joensuu och omkring 400 kilometer nordöst om Helsingfors. 